# José Palomino y Quintana
José Palomino y Quintana (Madrid, 1755 - Las Palmas, 1810) fou un compositor i mestre de capella madrileny.
Era fill d'Antonia de la Quintana i Francisco Mariano Palomino, violinista procedent de Saragossa que treballà pels teatres madrilenys des dels anys 40 del segle xviii. Els seus dos germans, Antoni i Pere, també foren reconeguts violinistes. Fou deixeble d'Hita, i molt jove encara va fer oposicions a una plaça en la Capella Reial, guanyant-la. Per afers de família hagué de traslladar-se a Portugal, on el regent el prengué al seu servei, omplint-lo de beneficis.
En aquella època ja tenia escrites moltes obres especialment quatre Salmos de visperas i una Misa solemne en sol. La invasió francesa, li torbà la pau a aquest compositor; la seva família hagué de refugiar-se al Brasil, i ell, ja malalt, acceptà la feina de mestre de capella que li oferí el capítol de Las Palmas de Gran Canaria. Allà va introduir notables millores en la capella i l'arxiu, i va compondre gran nombre d'obres religioses, destacant uns Responsorios de Navidad, que es cantaren durant molts anys, el salm Dixit Dominus, i d'altres.